# Otto Lederer
Otto Lederer (17. dubna nebo 17. května[rozpor] 1886 Praha – 3. září 1965) byl česko-americký filmový herec. Během své kariéry v letech 1912 až 1933 se objevil ve 120 filmech.
Mezi jeho nejvýznamnější role patří účinkování ve snímku The Jazz Singer, prvním celovečerním filmu se zvukovými sekvencemi, a v krátkometrážním filmu You're Darn Tootin' s Laurelem a Hardym.
Lederer se narodil v Praze a oženil se s německou herečkou Gretchen Lederer. Z tohoto manželství se narodil syn (1908–1940), ale dlouho nevydrželo a skončilo rozvodem. Po konci vztahu se Lederer přestěhoval do Ameriky, kde se dál živil jako herec. Skrz filmové projekty se seznámil se Segundou Yriondo, svatbu měli v roce 1925 ale 10. července 1929 se rozvedli. Z tohoto manželství se nenarodilo žádné dítě.
Otto Lederer je pohřben na kalifornském hřbitově Forest Lawn Memorial Park Cemetery.

## Filmy
- Captain Alvarez (1914)
- A Natural Man (1915)
- Captain of the Gray Horse Troop (1917)
- The Flaming Omen (1917)
- Aladdin from Broadway (1917)
- The Magnificent Meddler (1917)
- By Right of Possession (1917)
- When Men Are Tempted (1917)
- The Changing Woman (1918)
- The Woman in the Web (1918)
- By the World Forgot (1918)
- Cupid Forecloses (1919)
- Over the Garden Wall (1919)
- The Little Boss (1919)
- The Dragon's Net (1920)
- The Spenders (1921)
- The Avenging Arrow (1921)
- Without Benefit of Clergy (1921)
- White Eagle (1922)
- Forget Me Not (1922)
- The Gown Shop (1923)
- Your Friend and Mine (1923)
- The Sword of Valor (1924)
- A Fighting Heart (1924)
- Behind Two Guns (1924)
- Turned Up (1924)
- Virginian Outcast (1924)
- Wizard of Oz (1925)
- Borrowed Finery (1925)
- Cruise of the Jasper B (1926)
- The Trunk Mystery (1926)
- That Model from Paris (1926)
- Sweet Rosie O'Grady (1926)
- The Jazz Singer (1927)
- The King of Kings (1927)
- The Shamrock and the Rose (1927)
- You're Darn Tootin' (1928)
- A Bit of Heaven (1928)
- Celebrity (1928)
- Gun Law (1933)